# Good Night Irene (film)
Good Night Irene är en svensk film från 1994 med regi och manus av Stellan Olsson. I rollerna ses bland andra Lars-Erik Berenett, Christian Görtz och Mikael Strandberg.

## Handling
Ett bevingat skelett påträffas i en damm i Svalöv. När Staffan ser detta i en tidningsnotis får detta honom att resa tillbaka till Svalöv där han växte upp. Besöket får honom att minnas sin uppväxt. Huvuddelen av filmen utspelar sig sommaren 1947, då Staffan var 14 år. 
Sången Goodnight, Irene förekommer i filmen.

## Om filmen
Inspelningen ägde rum i Svalöv och Höganäs i Skåne med Bert Sundberg som producent och Hans Welin som fotograf. Filmen premiärvisades den 18 februari 1994 på biografen Palladium i Svalöv och har senare även visats av Sveriges Television.
Filmen fick ett blandat mottagande där många kritiker var positivt inställda till manuset men ansåg att själva filmutförandet lämnade en del övrigt att önska.

## Rollista
- Lars-Erik Berenett – mannen
- Christian Görtz – pojken
- Mikael Strandberg – Valter
- Nina Gunke – Gunnel
- Hampus Melin – Janne
- Cim Meggerle	Maria
- Johannes Brost – Eddie
- Ernst Günther – Otto
- Birgit Carlstén – Maja
- Jan Malmsjö – Jöns
- Per Eggers – Wetter
- Anette Bjärlestam	– Blondie
- Gerd Hegnell – Irene
- Jerker Heijkenskjöld – Bengt "Kaggen"
- Harald Leander – Per "Basen" Lind
- Lars Wiik	– Ölander
- Kenneth Milldoff – doktor Berg
- Barbro Christenson – Maria som vuxen
- Isidor Torkar – polisen
- Tomas Elfstadius – pianisten